# Skai TV
Skai TV — греческий частный развлекательно-информационный телеканал.

## История
Первый эфир канала состоялся в 1993 г. В 1999 Skai TV продан медиа-холдингу Alpha TV. В 2000 году канал прекратил вещание, но в 2006 года был восстановлен.
Среди наиболее популярных адаптированных проектов телеканала (в основном телесериалы США): «24», «4400», «90210», ток-шоу Топ модель по-американски, передачи, посвященные автомобилям — Top Gear, Тачку на прокачку, сериалы «Секс и Калифорния», «CSI:Место преступления», Декстер, Доктор Кто, Комиссар Рекс, Рим и другие.

## Проект «Великие греки»
23 февраля 2009 года на греческом общенациональном телеканале Skai TV стартовал опрос «Великие греки», в котором приняло участие более 700 тысяч из 11-миллионного населения страны.
Десятка величайших греков, по мнению самих греков, имеет следующий вид:
1. Александр Македонский (127 тысяч голосов)
2. Георгиос Папаниколау (104 тысячи голосов)
3. Теодорос Колокотронис (84 тысячи голосов)
4. Константинос Караманлис (64 тысячи голосов)
5. Сократ (63 тысячи голосов)
6. Аристотель (59 тысяч голосов)
7. Элефтериос Венизелос (56 тысяч голосов)
8. Иоанн Каподистрия (51 тысяча голосов)
9. Платон (46 тысяч голосов)
10. Перикл (36 тысяч голосов)

## Skai Group
В Skai Group (Όμιλος ΣΚΑΪ) входят:
- Skai TV - информационно-развлекательный канал
- Skai 100.3 - информационно-развлекательная радиостанция
  - Θράκη 99.8
  - Enjoy Radio 94.6 (Ксанф)
  - Ράδιο Χρόνος (Родопи)
  - ΣΚΑΪ FM Κρήτης
  - Dream 98.4 (Ираклион)
  - Μουσικό Κανάλι (Ретимнон)
  - Κρήτη FM 101.5
  - Lepanto 101.4 (Навпакт)
  - ΣΚΑΪ FM 102.3 (Навплион)
  - ΣΚΑΪ FM 102.8 Αρκαδίας
  - Orange Radio 96
  - ΣΚΑΪ FM Πάτρας
  - Star FM 93.3 (Гревена)
  - ΣΚΑΪ FM Ρόδου
  - ΣΚΑΪ FM 90.2 (Закинф)
  - ΟΡΤ FM 92.3 (Пиргос)
  - Βήμα FM 90.1
  - Ράδιο Άλφα
  - Ράδιο Κέρκυρα
  - Ε.Ρ.Πτολεμαΐδας
  - Αιγαίο Live 95.8 (Сирос)
  - FLY FM Stereo (Парнон)
  - Δημοτική Ραδιοφωνία
  - ΣΚΑΪ Αιγαίου (Лесбос)
  - Ράδιο ΕΝΑ 102.5 (Пелион)
  - Ράδιο Μεσσήνη (Кипариссия)
  - Πέλλα FM 103.2
  - ΣΚΑΪ Πιερίας 92.6 (Катерини)
  - Ράδιο Πρίσμα 91.6 Stereo
  - Ιωνία Plus 89.4
  - Ράδιο Ε 103 (Серре)
  - Σταγών 87,6
  - 96.2 Λαμία FM1
  - Ράδιο Φλώρινα 101.5 (Аминдео)
  - Ράδιο Αλήθεια (Хиос)
- Μelodia 99.2 - развлекательно-информационная радиостанция
- Red FM 96.3 - развлекательная радиостанция